# Bourdonia tridentata
Bourdonia tridentata là một loài chân đều trong họ Cabiropidae. Loài này được Rybakov miêu tả khoa học năm 1990.